# Mistrzostwa Świata Juniorów w Lekkoatletyce 1992
Mistrzostwa Świata Juniorów w Lekkoatletyce 1992 – czwarta edycja organizowanych przez IAAF mistrzostw świata juniorów odbyła się w stolicy Korei Południowej, Seulu (na stadionie Olimpijskim). Zawody rozegrano między 16 a 20 września. Dwa medale dla Polski zdobyli chodziarze Jacek Muller i jego brat bliźniak Grzegorz Muller.

## Rezultaty

### Mężczyźni
| Konkurencja:          | Złoto:                                                                           | Złoto:   | Srebro:                                                                         | Srebro:  | Brąz:                                                                         | Brąz:    |
| --------------------- | -------------------------------------------------------------------------------- | -------- | ------------------------------------------------------------------------------- | -------- | ----------------------------------------------------------------------------- | -------- |
| 100 m                 | Ato Boldon · Trynidad i Tobago                                                   | 10.30    | Darren Campbell · Wielka Brytania                                               | 10.46    | Tony McCall · Stany Zjednoczone                                               | 10.49    |
| 200 m                 | Ato Boldon · Trynidad i Tobago                                                   | 20.63    | Darren Campbell · Wielka Brytania                                               | 20.87    | Glen Elferink · Południowa Afryka                                             | 21.00    |
| 400 m                 | Deon Minor · Stany Zjednoczone                                                   | 45.75    | Rikard Rasmusson · Szwecja                                                      | 46.07    | Francis Ogola · Uganda                                                        | 46.16    |
| 800 m                 | Benson Koech · Kenia                                                             | 1:44.77  | Lee Jin-Il · Korea Południowa                                                   | 1:46.34  | Brendan Hanigan · Australia                                                   | 1:47.26  |
| 1500 m                | Atoi Boru · Kenia                                                                | 3:37.94  | Vénuste Niyongabo · Burundi                                                     | 3:38.59  | Kevin Sullivan · Kanada                                                       | 3:39.11  |
| 5000 m                | Haile Gebrselassie · Etiopia                                                     | 13:36.06 | Ismael Kirui · Kenia                                                            | 13:36.11 | Hicham El Guerrouj · Maroko                                                   | 13:46.79 |
| 10 000 m              | Haile Gebrselassie · Etiopia                                                     | 28:03.99 | Josphat Ndeti · Kenia                                                           | 28:46.95 | Yasuyuki Watanabe · Japonia                                                   | 28:52.89 |
| 110 m przez płotki    | Jewgienij Pieczonkin WNP                                                         | 13.87    | Sven Göhler · Niemcy                                                            | 13.98    | Igor Pintusewicz-Babiczew WNP                                                 | 14.08    |
| 400 m przez płotki    | Ashraf Saber · Włochy                                                            | 50.02    | Sammy Biwot · Kenia                                                             | 50.75    | William Porter · Stany Zjednoczone                                            | 51.37    |
| 3000 m z przeszkodami | Mwangangi Muindi · Kenia                                                         | 8:31.62  | Ayele Mezgebu · Etiopia                                                         | 8:32.43  | Stephen Chepseba · Kenia                                                      | 8:32:48  |
| Chód na 10 000 m      | Jefferson Pérez · Ekwador                                                        | 40:42.66 | Jacek Muller · Polska                                                           | 40:50.82 | Grzegorz Muller · Polska                                                      | 41:12.28 |
| 4 X 100 m             | Wielka Brytania · Allyn Condon · Darren Campbell · Jamie Baulch · Jason Fergus   | 39.21    | Stany Zjednoczone · George Page · Milton Mallard · Tony McCall · Curits Johnson | 39.59    | Nigeria · Tony Ogbeta · Deji Aliu · Uche Olisa · Paul Egonye                  | 39.88    |
| 4 X 400 m             | Stany Zjednoczone · William Porter · Milton Mallard · Regan Nichols · Deon Minor | 3:06.11  | Jamajka · Gregory Haughton · Edward Clarke · Davian Clarke · Carl McPherson     | 3:06.58  | Japonia · Hiroyuki Hayashi · Tadashi Nishihata · Tomonari Ono · Takayuki Sudo | 3:06.66  |
| Skok wzwyż            | Steve Smith · Wielka Brytania                                                    | 2.37     | Tim Forsyth · Australia                                                         | 2.31     | Takahiro Kimino · Japonia                                                     | 2.29     |
| Skok o tyczce         | Laurens Looije · Holandia                                                        | 5.45     | Daniel Martí · Hiszpania                                                        | 5.40     | Okkert Brits · Południowa Afryka                                              | 5.40     |
| Skok w dal            | Neil Chance · Stany Zjednoczone                                                  | 7.89     | Robert Thomas · Stany Zjednoczone                                               | 7.84     | Iwajło Mładenow · Bułgaria                                                    | 7.68     |
| Trójskok              | Yoelbi Quesada · Kuba                                                            | 17.04    | Osiris Mora · Kuba                                                              | 17.03    | Ndabazinhle Mdhlongwa · Zimbabwe                                              | 16.57    |
| Pchnięcie kulą        | Jurij Biłonoh WNP                                                                | 18.46    | Manuel Martínez · Hiszpania                                                     | 18.14    | Ralf Kahles · Niemcy                                                          | 17.97    |
| Rzut dyskiem          | Brian Milne · Stany Zjednoczone                                                  | 58.28    | Frits Potgieter · Południowa Afryka                                             | 56.28    | Marek Bílek · Czechosłowacja                                                  | 54.86    |
| Rzut oszczepem        | Aki Parviainen · Finlandia                                                       | 76.34    | Boris Henry · Niemcy                                                            | 76.04    | Konstadinos Gatsiudis · Grecja                                                | 75.92    |
| Rzut młotem           | Wadim Grabowo WNP                                                                | 73.00    | Alberto Sánchez · Kuba                                                          | 69.78    | Andriej Jewgieniew WNP                                                        | 69.24    |
| Dziesięciobój         | Raúl Duany · Kuba                                                                | 7403     | Bernhard Floder · Niemcy                                                        | 7397     | Remco van Veldhuizen · Holandia                                               | 7313     |

### Kobiety
| Konkurencja:       | Złoto:                                                                               | Złoto:   | Srebro:                                                                         | Srebro:  | Brąz:                                                                          | Brąz:    |
| ------------------ | ------------------------------------------------------------------------------------ | -------- | ------------------------------------------------------------------------------- | -------- | ------------------------------------------------------------------------------ | -------- |
| 100 m              | Nikole Mitchell · Jamajka                                                            | 11.30    | Jacqueline Poelman · Holandia                                                   | 11.44    | Merlene Frazer · Jamajka                                                       | 11.49    |
| 200 m              | Hu Ling · Chiny                                                                      | 23.14    | Cathy Freeman · Australia                                                       | 23.25    | Merlene Frazer · Jamajka                                                       | 23.29    |
| 400 m              | Magdalena Nedelcu · Rumunia                                                          | 51.84    | Claudine Williams · Jamajka                                                     | 52.03    | Ionela Tîrlea · Rumunia                                                        | 52.13    |
| 800 m              | Lu Yi · Chiny                                                                        | 2:02.91  | Chen Yumei · Chiny                                                              | 2:03.14  | Kati Kovacs · Niemcy                                                           | 2:03.81  |
| 1500 m             | Liu Dong · Chiny                                                                     | 4:05.14  | Jackline Maranga · Kenia                                                        | 4:08.79  | Li Ying · Chiny                                                                | 4:09.04  |
| 3000 m             | Zhang Linli · Chiny                                                                  | 8:46.86  | Gabriela Szabo · Rumunia                                                        | 8:48.28  | Zhang Lirong · Chiny                                                           | 8:48.45  |
| 10 000 m           | Wang Junxia · Chiny                                                                  | 32:29.90 | Gete Wami · Etiopia                                                             | 32:41.57 | Sally Barsosio · Kenia                                                         | 32:41.76 |
| 100 m przez płotki | Gillian Russell · Jamajka                                                            | 13.21    | Damaris Anderson · Kuba                                                         | 13.43    | Svetlana Laukhova WNP                                                          | 13.55    |
| 400 m przez płotki | Georgeta Petra · Rumunia                                                             | 58.03    | Erica Peterson · Kanada                                                         | 58.09    | Wynsome Cole · Jamajka                                                         | 58.15    |
| Chód na 5000 m     | Gao Hongmiao · Chiny                                                                 | 21:20.03 | Jane Saville · Australia                                                        | 21:58.64 | Mika Ikatura · Japonia                                                         | 22:25.58 |
| 4 X 100 m          | Jamajka · Gillian Russel · Merlene Frazer · Michelle Christie · Nikole Mitchell      | 43.96    | Stany Zjednoczone · Benita Kelley · Zundra Feagin · Lesa Parker · Marion Jones  | 44.51    | Niemcy · Katja Seidel · Gabi Rockmeier · Birgit Rockmeier · Silke Lichtenhagen | 44.52    |
| 4 X 400 m          | Rumunia · Georgeta Petrea · Mariana Florea · Ionela Târlea · Maria Magdalena Nedelcu | 3:31.57  | Jamajka · Debbie-Ann Parris · Catherine Scott · Ellen Grant · Claudine Williams | 3:32.68  | Niemcy · Imke Köhler · Wiebke Steffen · Anita Oppong · Silvia Steimle          | 3:32.72  |
| Skok wzwyż         | Manuela Aigner · Niemcy                                                              | 1.93     | Ina Gliznuta WNP Svetlana Zalevskaya WNP                                        | 1.88     |                                                                                |          |
| Skok w dal         | Erica Johansson · Szwecja                                                            | 6.65     | Nicole Devonish · Kanada                                                        | 6.43     | Yu Huaxiu · Chiny                                                              | 6.26     |
| Trójskok           | Anja Vokuhl · Niemcy                                                                 | 13.47    | Yamina Martínez · Kuba                                                          | 13.42    | Ołena Howorowa WNP                                                             | 13.29    |
| Pchnięcie kulą     | Wang Yawen · Chiny                                                                   | 18.05    | Zhang Zhiying · Chiny                                                           | 18.03    | Olga Ilyina WNP                                                                | 17.20    |
| Rzut dyskiem       | Bao Dongying · Chiny                                                                 | 58.34    | Zhang Cuilan · Chiny                                                            | 57.10    | Sabine Fried · Niemcy                                                          | 53.94    |
| Rzut oszczepem     | Claudia Isaila · Rumunia                                                             | 63.04    | Yvonne Reichardt · Niemcy                                                       | 61.48    | Heli Tolkkinen · Finlandia                                                     | 60.12    |
| Siedmiobój         | Natalla Sazanowicz WNP                                                               | 6038     | Kathleen Gutjahr · Niemcy                                                       | 5668     | Regla Cárdenas · Kuba                                                          | 5602     |